# ميشيل تيتو
ميشيل تيتو (بالإيطالية: Michele Tito)‏ هو عداء سريع إيطالي، ولد في 18 يونيو 1920 في ترييستي في إيطاليا، وتوفي في 10 يوليو 1968 في إيطاليا.

## وصلات خارجية
- ميشيل تيتو على موقع أوليمبيديا (الإنجليزية)
- ميشيل تيتو على موقع اللجنة الأولمبية الإيطالية (الإيطالية)